# Campeonato Europeu de Patinação Artística no Gelo de 1948
O Campeonato Europeu de Patinação Artística no Gelo de 1948 foi a quadragésima edição do Campeonato Europeu de Patinação Artística no Gelo, um evento anual de patinação artística no gelo organizado pela União Internacional de Patinação (em inglês:  International Skating Union) onde os patinadores artísticos competem pelo título de campeão europeu. A competição foi disputada na cidade de Praga, Tchecoslováquia.
Nesta edição também participaram patinadores dos Estados Unidos e do Canadá.

## Eventos
- Individual masculino
- Individual feminino
- Duplas

## Medalhistas
| Evento                        | Ouro                                 | Prata                                               | Bronze                                         |
| Individual masculino detalhes | Dick Button · Estados Unidos         | Hans Gerschwiler · Suíça                            | Edi Rada · Áustria                             |
| Individual feminino detalhes  | Barbara Ann Scott · Canadá           | Eva Pawlik · Áustria                                | Alena Vrzáňová · Tchecoslováquia               |
| Duplas detalhes               | Andrea Kékesy · Ede Király · Hungria | Blažena Knittlová · Karel Vosátka · Tchecoslováquia | Herta Ratzenhofer · Emil Ratzenhofer · Áustria |

## Resultados

### Individual masculino
| Pos.              | Nome              | Nacionalidade   |
| ----------------- | ----------------- | --------------- |
| Medalha de ouro   | Dick Button       | Estados Unidos  |
| Medalha de prata  | Hans Gerschwiler  | Suíça           |
| Medalha de bronze | Edi Rada          | Áustria         |
| 4                 | Ede Király        | Hungria         |
| 5                 | John Lettengarver | Estados Unidos  |
| 6                 | Zdeněk Fikar      | Tchecoslováquia |
| 7                 | Helmut Seibt      | Áustria         |
| 8                 | Vladislav Čáp     | Tchecoslováquia |
| 9                 | Josef Dědič       | Tchecoslováquia |

### Individual feminino
| Pos.              | Nome                  | Nacionalidade   |
| ----------------- | --------------------- | --------------- |
| Medalha de ouro   | Barbara Ann Scott     | Canadá          |
| Medalha de prata  | Eva Pawlik            | Áustria         |
| Medalha de bronze | Alena Vrzáňová        | Tchecoslováquia |
| 4                 | Jiřína Nekolová       | Tchecoslováquia |
| 5                 | Jeannette Altwegg     | Reino Unido     |
| 6                 | Dagmar Lurchova       | Tchecoslováquia |
| 7                 | Andrea Kékesy         | Hungria         |
| 8                 | Bridget Shirley Adams | Reino Unido     |
| 9                 | Marion Davies         | Reino Unido     |
| 10                | Barbara Wyatt         | Reino Unido     |
| 11                | Marta Bachem-Musilek  | Áustria         |
| 12                | Milena Tumova         | Tchecoslováquia |
| 13                | Ingeborg Solar        | Áustria         |
| 14                | Eva Lindner           | Hungria         |
| 15                | Hildegarde Appeltauer | Áustria         |
| 16                | Marika Saary          | Hungria         |
| 17                | Beryl Bailey          | Reino Unido     |
| 18                | Roberta Scholdan      | Estados Unidos  |
| 19                | Vera Masakova         | Tchecoslováquia |

### Duplas
| Pos.              | Nome                                 | Nacionalidade   |
| ----------------- | ------------------------------------ | --------------- |
| Medalha de ouro   | Andrea Kékesy / Ede Király           | Hungria         |
| Medalha de prata  | Blažena Knittlová / Karel Vosátka    | Tchecoslováquia |
| Medalha de bronze | Herta Ratzenhofer / Emil Ratzenhofer | Áustria         |
| 4                 | Joan Thompson / Robert Ogilvie       | Reino Unido     |
| 5                 | Jennifer Nicks / John Nicks          | Reino Unido     |
| 6                 | Marianne Nagy / László Nagy          | Hungria         |
| 7                 | Györgyi von Botond / Ferenc Kertész  | Hungria         |
| 8                 | Susi Giebisch / Helmut Seibt         | Áustria         |
| 9                 | Dagmar Hruba / Jiří Ocenasek         | Tchecoslováquia |
| 10                | Elly Stärck / Harry Gareis           | Áustria         |
| 11                | P. Prenosilova / Frontisek Landi     | Tchecoslováquia |

## Quadro de medalhas
| Ordem | País            | Medalha de ouro | Medalha de prata | Medalha de bronze |   | Ordem por total |
| ----- | --------------- | --------------- | ---------------- | ----------------- | - | --------------- |
| 1     | Canadá          | 1               |                  |                   | 1 | 3               |
| 1     | Estados Unidos  | 1               |                  |                   | 1 | 3               |
| 1     | Hungria         | 1               |                  |                   | 1 | 3               |
| 4     | Áustria         |                 | 1                | 2                 | 3 | 1               |
| 5     | Tchecoslováquia |                 | 1                | 1                 | 2 | 2               |
| 6     | Suíça           |                 | 1                |                   | 1 | 3               |
| TOTAL | TOTAL           | 3               | 3                | 3                 | 9 | —               |